# Harry Halbreich

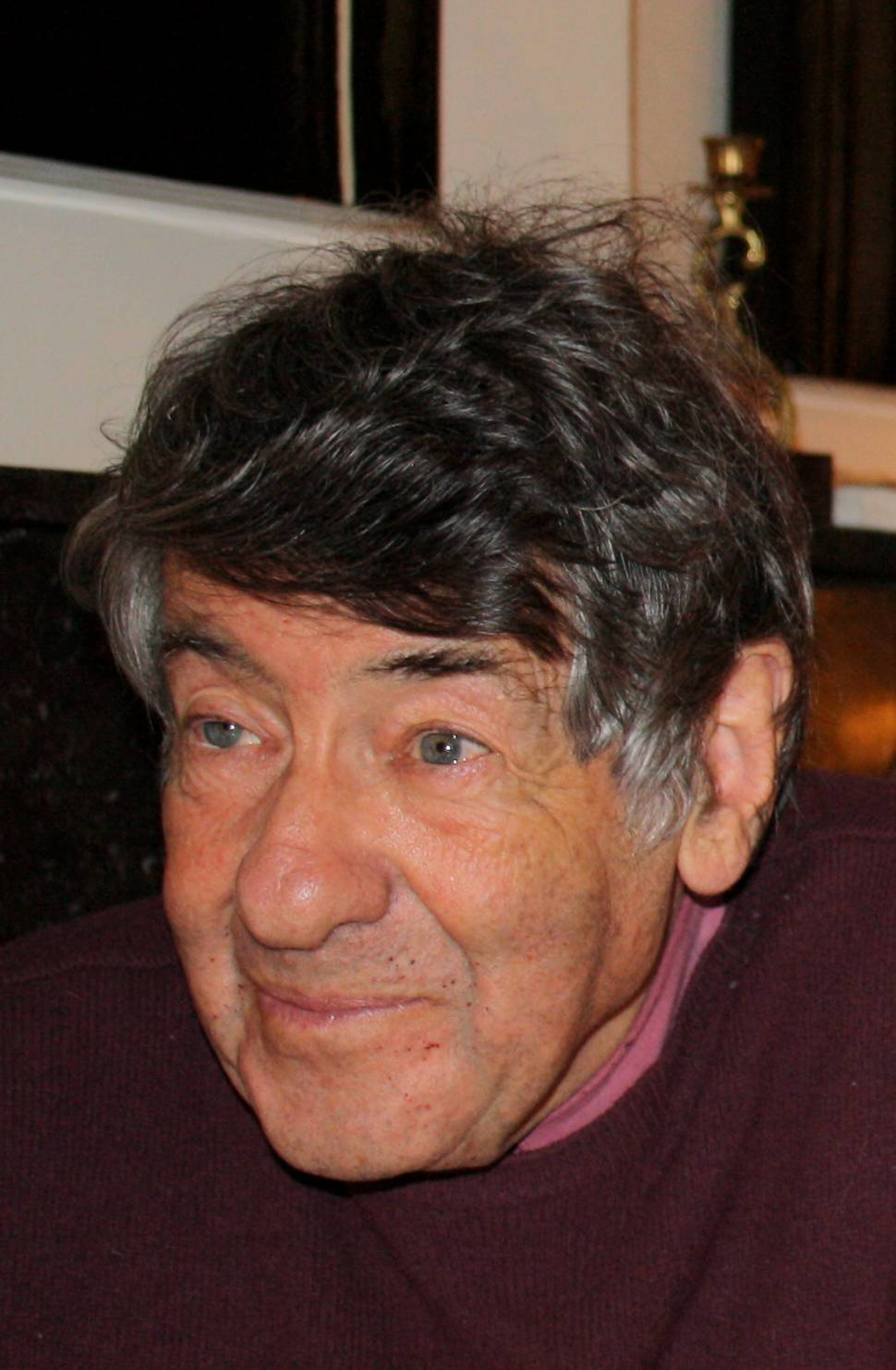
Harry Halbreich

Harry Halbreich (Berlijn, 9 februari 1931 – Ukkel, 27 juni 2016) was een Belgisch musicoloog.

## Biografie
Halbreich studeerde bij Arthur Honegger en later bij Olivier Messiaen aan het Conservatorium van Parijs. Van 1970 tot 1976 was hij docent analyse van de muziek aan het Koninklijk Conservatorium in Bergen in België. Hij werkte mee aan vele radio-uitzendingen en was medeoprichter van het Belgische muziektijdschrift Crescendo.
Hij werd bekend door zijn publicaties over muziek. Hij schreef boeken over Olivier Messiaen, Albéric Magnard, Claude Debussy, Arthur Honegger en Bohuslav Martinů. Voor de laatste twee schreef hij een catalogus van hun werken, die daardoor worden aangeduid met een H-nummer. Hij nam ook het initiatief voor concerten en opnamen van hun werk. Hij hielp Nicolas Bacri bij de orkestratie van de opera La morte de Sainte Alméenne uit 1918 van Honegger, waarvan alleen een versie voor stem en piano bestond. Deze orkestratie ging in première op 26 november 2005 in Utrecht ter gelegenheid van de vijftigste verjaardag van de dood van de componist. Met radio-interviews, lezingen en congressen in Europa, de Verenigde Staten, Canada en Japan zorgde hij voor meer aandacht en bekendheid voor eigentijdse muziek, vaak tegen de heersende mode en trends in.
Zijn voorliefde voor hedendaagse muziek leidde tot boeken, interviews en artikelen over Iannis Xenakis, Giacinto Scelsi, György Ligeti, Edgard Varèse, Maurice Ohana en Luigi Nono. In het bijzonder schreef hij over spectrale muziek: Horațiu Rădulescu, Iancu Dumitrescu, Ana-Maria Avram, Gérard Grisey en Tristan Murail. Hij had ook belangstelling voor de muziek van Johann Sebastian Bach, Francisco Guerrero, Anton Bruckner, Jean Sibelius en Jan Dismas Zelenka.
Halbreich was vader van drie kinderen. De oudste is de schilder Frédéric Halbreich.

## Publicaties
- Albéric Magnard, in samenwerking met Simon-Pierre Perret, Fayard, 2001. ISBN 2-213608466
- Arthur Honegger, un musicien dans la cité des hommes, Fayard, 1992. ISBN 2-213028370
- L'Oeuvre d'Arthur Honegger: Chronologie, catalogue raisonné, analyses, discographie, Fayard, 1994. ISBN 2-852032821
- Arthur Honegger: album in de serie Les grands Suisses, Slatkine, Genève 1995.
- Bohuslav Martinů, Fayard, 1968. ISBN 3-795705657
- Bohuslav Martinů Werksverzeichnis, Dokumentation und Biographie. Zürich: Atlantis Verlag, 1968 (384 p.).
- Bohuslav Martinů, Werkverzeichnis und Biographie, tweede herzien en uitgebreide uitgave, Edition Schott, Mainz 2007. ISBN 978-3-7957-0565-7
- Debussy, sa vie et sa pensée, in samenwerking met Edward Lockspeiser, Fayard, 1989. ISBN 2-213024189
- Olivier Messaien, Fayard, 1980. ISBN 2-213030154
- L'Œuvre d'Olivier Messiaen, Fayard, Parijs 2008 ISBN 978-2-213-636474
- Johann Sebastian Bach
- Bijdragen in Guide de la musique sacrée et chorale profane de 1750 à nos jours, Guide de la musique de piano, Guide de la musique de chambre, onder redactie van François-René Tranchefort.
- Charles Valentin Alkan: Chamber music, onder redactie van Brigitte François-Sappey, Fayard, 1991.
- La Musique Spectrale au début du XXIè Siècle. Congres in Parijs met Harry Halbreich, Ben Watson, Costin Cazaban, Sébasien Beranger, bewerkt door Ana Maria Avram. CREMAC, 2006 (234 p.).
- Ana-Maria Avram / Harry Halbreich: Roumanie, Terre du Neuvième Ciel, interviews and articles. Boekarest: Edition Axis Mundi, 1992 (215 p.).

- Bibsys: 39038
- Bibliothèque nationale de France: cb11906714x (data)
- CiNii: DA10088041
- Gemeinsame Normdatei: 107418444
- International Standard Name Identifier: 0000 0001 1615 4870
- Library of Congress Control Number: n82158331
- MusicBrainz: 7af52bda-6f1e-4e4f-90c5-9e15c25c11ec
- Nationale Bibliotheek van Tsjechië: js20040614001
- Nationale Bibliotheek van Israël: 987007275046105171
- Nederlandse Thesaurus van Auteursnamen: 067751512
- Système universitaire de documentation: 026912465
- Virtual International Authority File: 31997376
- WorldCat: E39PBJtCGcGwX6cDckMTtTgMyd